# Potsdamer Hütte
Die Potsdamer Hütte ist eine Schutzhütte der Sektion Dinkelsbühl des Deutschen Alpenvereins und liegt auf 2009 m ü. A. Höhe (laut Website der Hütte auf 2020 m ü. A.) in den Stubaier Alpen am Fuß des Roten Kogels. Sie ist ein Ausgangspunkt für zahlreiche Skitouren und Wanderungen im Fotschertal.
In der Nähe der Hütte wurde ein Klettergarten angelegt. Es stehen mehrere abgesicherte Routen im dritten und vierten Schwierigkeitsgrad und eine Abseilstrecke zur Verfügung.

## Geschichte
Im November 1927 beschloss die noch junge Sektion Potsdam des DuOeAV einen Hüttenbau, im Juni 1931 erfolgte der erste Spatenstich und im Juli 1932 konnte die Hütte eingeweiht werden. Die Einführung der 1000-Mark-Sperre durch die Hitler-Regierung warf die Hütte in ihrer weiteren Entwicklung jedoch stark zurück. Häufige Wechsel der Hüttenwirte ließen bis 1961 auch kein kontinuierliches Wachstum aufkommen. Erst danach entwickelte sich die Hütte zu einem begehrten Wanderziel.
Nach dem Krieg wurden alle deutschen Alpenvereinshütten auf österreichischem Boden beschlagnahmt durch die Alliierten Truppen und in den Besitz des österreichischen Staates überführt. Die Sowjets lösten alle Sektionen in ihrer Besatzungszonen, in der auch Potsdam lag, auf und zogen deren Vermögen ein. Bei der Rückgabe der deutschen Hütten an den DAV sperrte sich anfangs die französische Besatzungsmacht, in deren Zone die Potsdamer Hütte lag, bei der Rückgabe der Hütten von Sektionen aus der sowjetischen Besatzungszone.

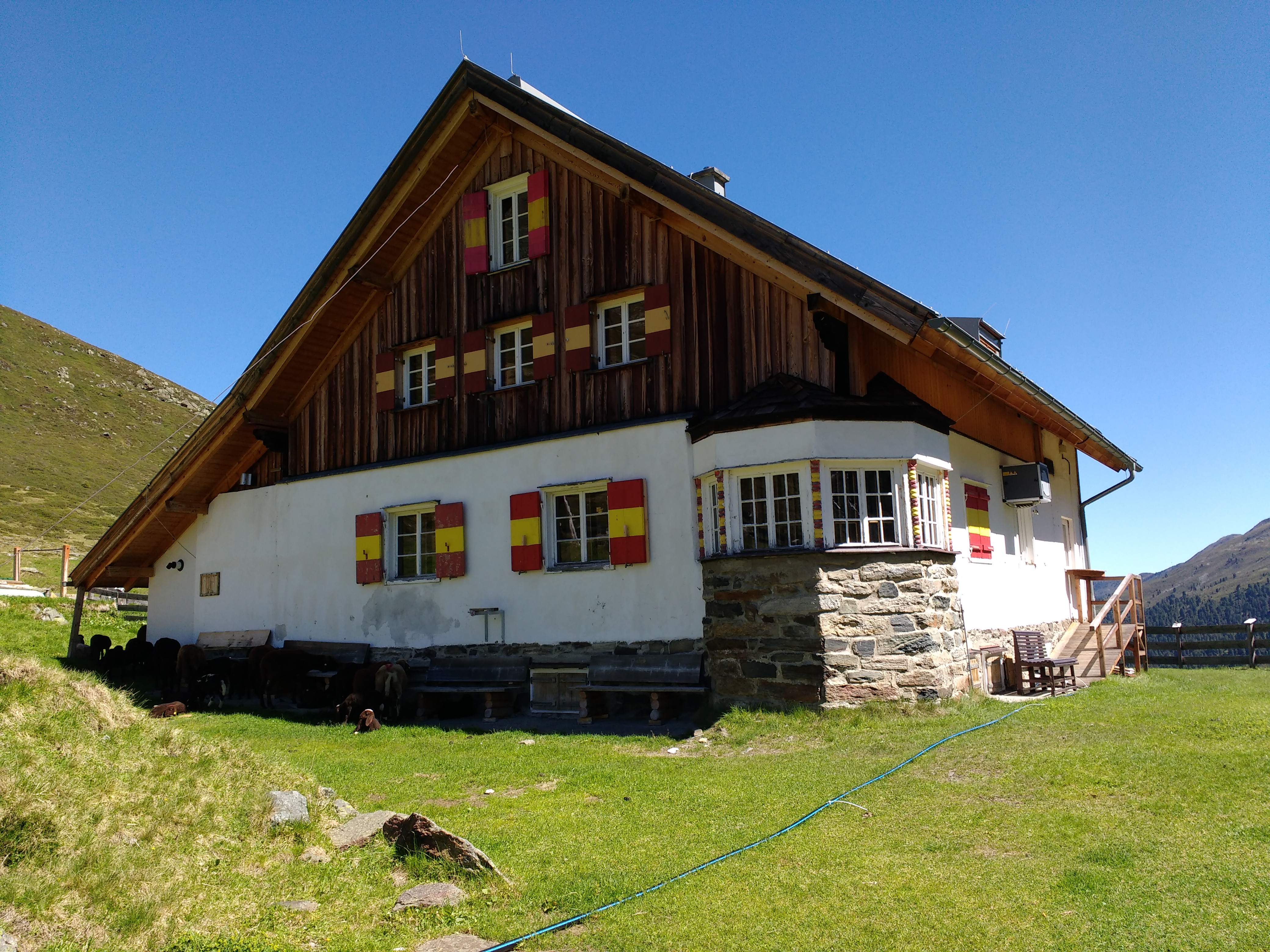
Wiedereröffnete Hütte 2017

Am Nachmittag des 4. März 2017 entfachte ein Föhnsturm einen Kaminbrand, der die Zwischendecke in Brand setzte. Etwa 20 Personen wurden durch die Bergrettung unverletzt ins Tal gebracht. Aus diesem Grund blieb die Hütte im Sommer 2017 geschlossen. Die Sanierung der Hütte samt Bau eines Kleinwasserkraftwerkes begann im Mai 2018; seit 14. Juli 2018 ist die Hütte wieder geöffnet.
Die Hütte ist heute im Besitz der Sektion Dinkelsbühl des Deutschen Alpenvereins.

## Zugänge
- Von Sellrain (908 m ü. A.) in einer Gehzeit von 3½ Stunden.
- Vom Parkplatz beim Alpengasthof Bergheim Fotsch (1464 m ü. A.) in einer Gehzeit von 1¾ Stunden.

## Übergänge
- Zur Franz-Senn-Hütte (2149 m ü. A.) über die Wildkopfscharte (2599 m ü. A.) in einer Gehzeit von fünf bis sieben Stunden.
- Zur Adolf-Pichler-Hütte (1977 m ü. A.) über das Kreuzjöchl nördlich unterhalb des Schaflegerkogel (2405 m ü. A.) in einer Gehzeit von drei bis vier Stunden.

## Gipfelbesteigungen
- Roter Kogel (2832 m ü. A.), Gehzeit 2 bis 3 Stunden.
- Schwarzhorn (2812 m ü. A.), Gehzeit 3 Stunden.
- Sömen (2796 m ü. A.), Gehzeit 2½ bis 3 Stunden.
- Lüsener Villerspitze (3027 m ü. A.), Gehzeit 4 Stunden.
- Wildkopf (2719 m ü. A.), Gehzeit 2 bis 3 Stunden.
- Gallwieser Mittergrat (2843 m ü. A.), Gehzeit 3 Stunden.